# Maligiaq Padilla
Maligiaq Johnsen Padilla (Født i 1982) er en grønlandsk kajakroer. I 1995, da han var 13 år, vandt han samtlige konkurrencer i sin aldersgruppe i National Kayaking Championship.
Han er den eneste person i historien, der har vundet Grønlandsmesterskabet i kajakroning 4 gange. Han vandt sin første titel, da han var 16 år gammel.

## Links
- SeaKayaker Magazine

|  | Artiklen om Maligiaq Padilla kan blive bedre, hvis der indsættes et (bedre) billede Du kan hjælpe ved at afsøge Wikimedia Commons for et passende billede eller uploade et godt billede til Wikimedia Commons iht. de tilladte licenser og indsætte det i artiklen. |